# Енергетична компанія Кюсю
Енергетична компанія Кюсю (яп.九州電力株式会社, Kyūshū denryoku kabushiki kaisha; буквально: Електрична енергія Kyūshū; англійська Kyushu Electric Power Co., Inc.) — одна з 10 енергетичних компаній Японії.
Зоною обслуговування є острівний регіон Кюсю з префектурами Фукуока, Сага, Нагасакі, Кумамото, Оіта, Міядзакі та Кагосіма.

## Історія
Незадовго до початку Другої світової війни всі енергетичні компанії були націоналізовані в квітні 1939 року і об'єднані в дев'ять державних компаній в 1942 році. За ініціативи Ясузаемона Мацунаги, голови Ради з реорганізації електроенергетичної промисловості, 1 квітня окупаційна влада союзників дозволила закрити ці дев’ять компаній. У травні 1951 року приватизовано, одним з яких був Кюсю Денрьоку. Вони спочатку зберегли свої регіональні монополії, а після неефективної лібералізації ринку електроенергії в 1995 році — регіональні квазімонополії.
У листопаді 2005 року компанія Kyūden почала постачати електроенергію в місто Хіросіма. З моменту відкриття японського ринку електроенергії Kyūden стала першою комунальною компанією, яка продає електроенергію за межами своєї традиційної території.

## Вироблення енергії
Електростанції компанії також включають атомні електростанції Генкай і Сендай із загалом чотирма діючими і двома виведеними з експлуатації реакторами.
| вид                   | Відсоток (2018) |
| --------------------- | --------------- |
| газ, вугілля та нафта | 42 %            |
| вітер і сонце         | 27 %            |
| атомна енергетика     | 16 %            |
| Гідроенергетика       | 14 %            |
| Інший                 | 7 %             |